# Eustala scutigera
Eustala scutigera är en spindelart som först beskrevs av O. Pickard-Cambridge 1898.  Eustala scutigera ingår i släktet Eustala och familjen hjulspindlar. Inga underarter finns listade i Catalogue of Life.